# Kanton Revin
Kanton Revin (fr. Canton de Revin) je francouzský kanton v departementu Ardensko v regionu Grand Est. Tvoří ho sedm obcí. Před reformou kantonů 2014 ho tvořily 2 obce.

## Obce kantonu
od roku 2015:
- Anchamps
- Fépin
- Fumay
- Hargnies
- Haybes
- Montigny-sur-Meuse
- Revin

před rokem 2015:
- Anchamps
- Revin